# Tumuli de Mirteaux
Les deux tumulus de Mirteaux sont des tumulus gallo-romains situés dans la commune de Hannut, dans la province de Liège, en Belgique.

## Description
Situés au sud du village de Merdorp, au milieu des champs et non loin de la voie romaine, les deux tumulus gallo-romains, actuellement plantés d'arbres, ont une hauteur d'environ 4 m.

## Histoire
Les tumulus ont été classés lors de l'arrêté royal du 31 mai 1985 comme monument. Ils sont répertoriés sous le nom de « Tombes de Mirteaux » sur la carte no 134A de l'atlas de Ferraris de 1777.

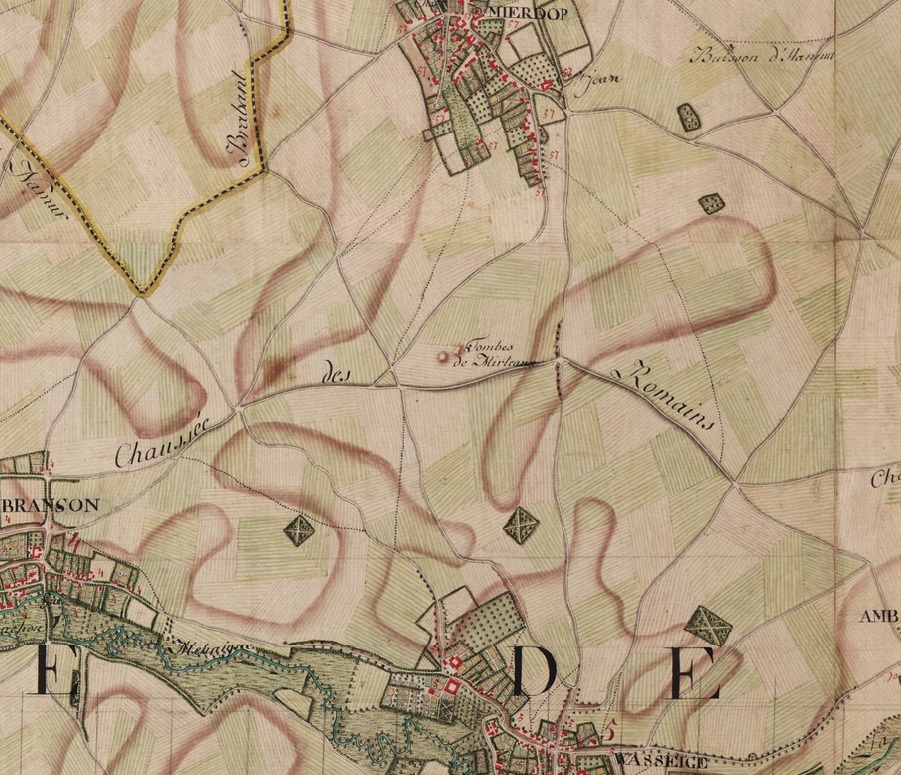
Les Tombes de Mirteaux sur la carte de Ferraris du XVIIIe siècle.